# 苏尼特右旗朱日和工业园区
苏尼特右旗朱日和工业园区，是中华人民共和国内蒙古自治区锡林郭勒盟苏尼特右旗下辖的一个类似乡级单位，亦是苏尼特右旗境内的一个经济开发区。管理机构是2003年12月设立的朱日和高载能工业园区管委会，2014年更为现名。管辖区域包含苏尼特右旗绒毛纺织产业循环经济园区和朱日和冶金产业园。

## 行政区划
下辖以下地区：
朱日和工业园区虚拟社区。